# Cmentarz wojenny nr 202 – Tarnów
Cmentarz wojenny nr 202 – Tarnów – nieczynny, austriacki cmentarz wojenny z okresu I wojny światowej wybudowany przez Oddział Grobów Wojennych C. i K. Komendantury Wojskowej w Krakowie na terenie jego okręgu VI Tarnów.
Cmentarz został utworzony w 1914 roku i znajduje się w północnej części Tarnowa. Ograniczony jest ul. Starodąbrowską od wschodu oraz ul. Szpitalną i al. Matki Bożej Fatimskiej od zachodu. Jest to dawny, XIX-wieczny, cmentarz garnizonowy armii austriackiej, na którym podczas Wielkiej Wojny chowano poległych w walkach w okolicach Tarnowa w 1914 i w początkach 1915 roku, oraz zmarłych w tarnowskich szpitalach i lazaretach żołnierzy. Pochowano na nim 1485 żołnierzy: 680 austro-węgierskich, 9 niemieckich oraz 796 rosyjskich. Znane są nazwiska prawie połowy z nich.
Projektantem cmentarza był Heinrich Scholz.
W okresie międzywojennym o cmentarz nie dbano, zarastał trawą i niszczał. Podczas II wojny światowej armia niemiecka urządziła na cmentarzu stanowisko obrony przeciwlotniczej, niszcząc bramę wejściową. Po II wojnie światowej dokończono dzieło zniszczenia cmentarza, w połowie lat 60. XX wieku wywieziono z jego terenu pozostałe elementy wyposażenia i splantowano obszar nekropolii, nie ekshumując prochów poległych.
W 2011 roku zarząd miasta rozpoczął odtwarzanie cmentarza. Od strony zachodniej zrekonstruowano bramę i ogrodzenie, w centrum nekropolii ustawiono obelisk, po czym w 2015 cmentarz wpisano do rejestru zabytków województwa małopolskiego. W 2022 roku odtworzono kwatery, w których spoczywają polegli żołnierze.

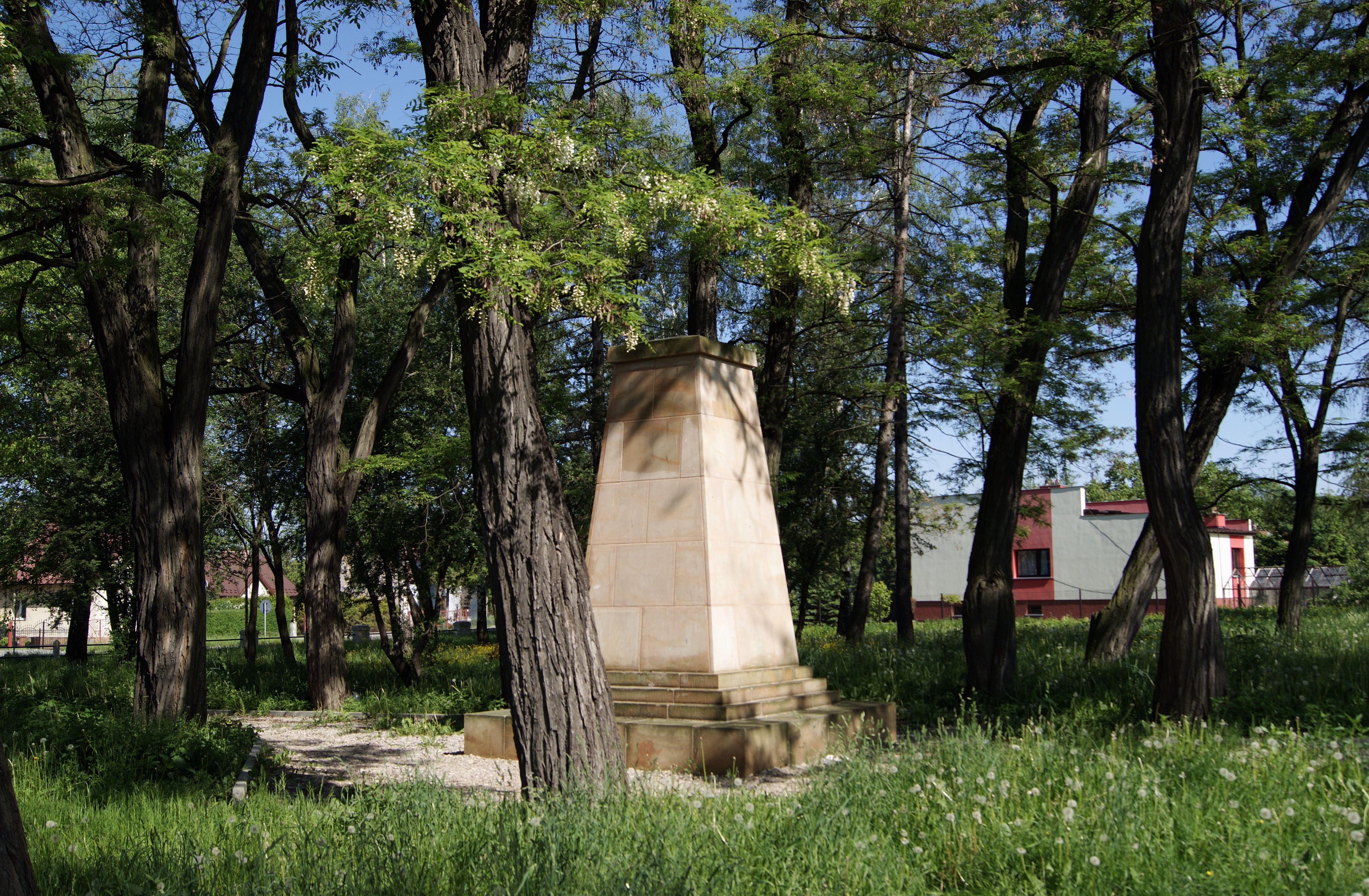
Pomnik centralny
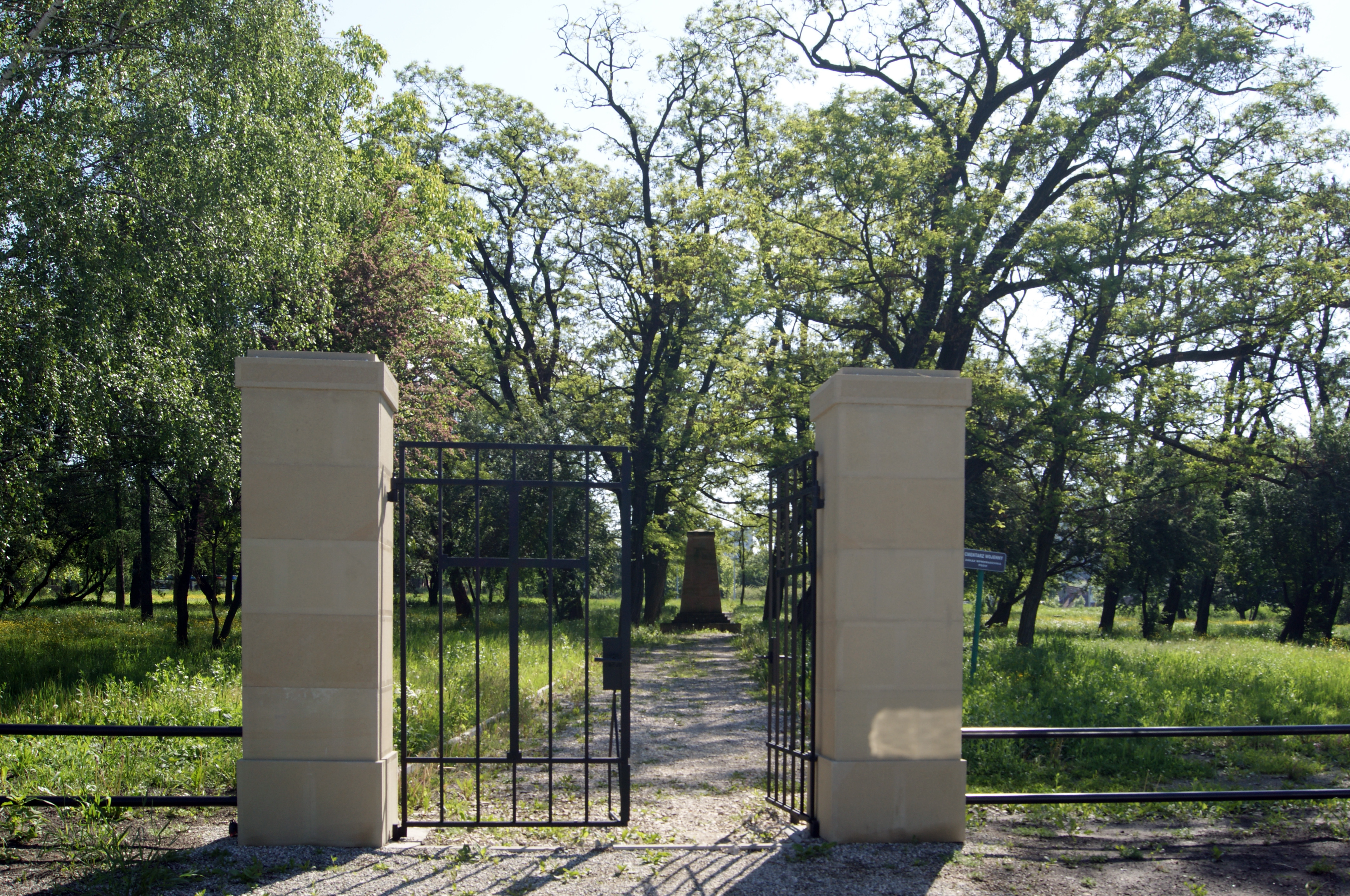
Brama wejściowa
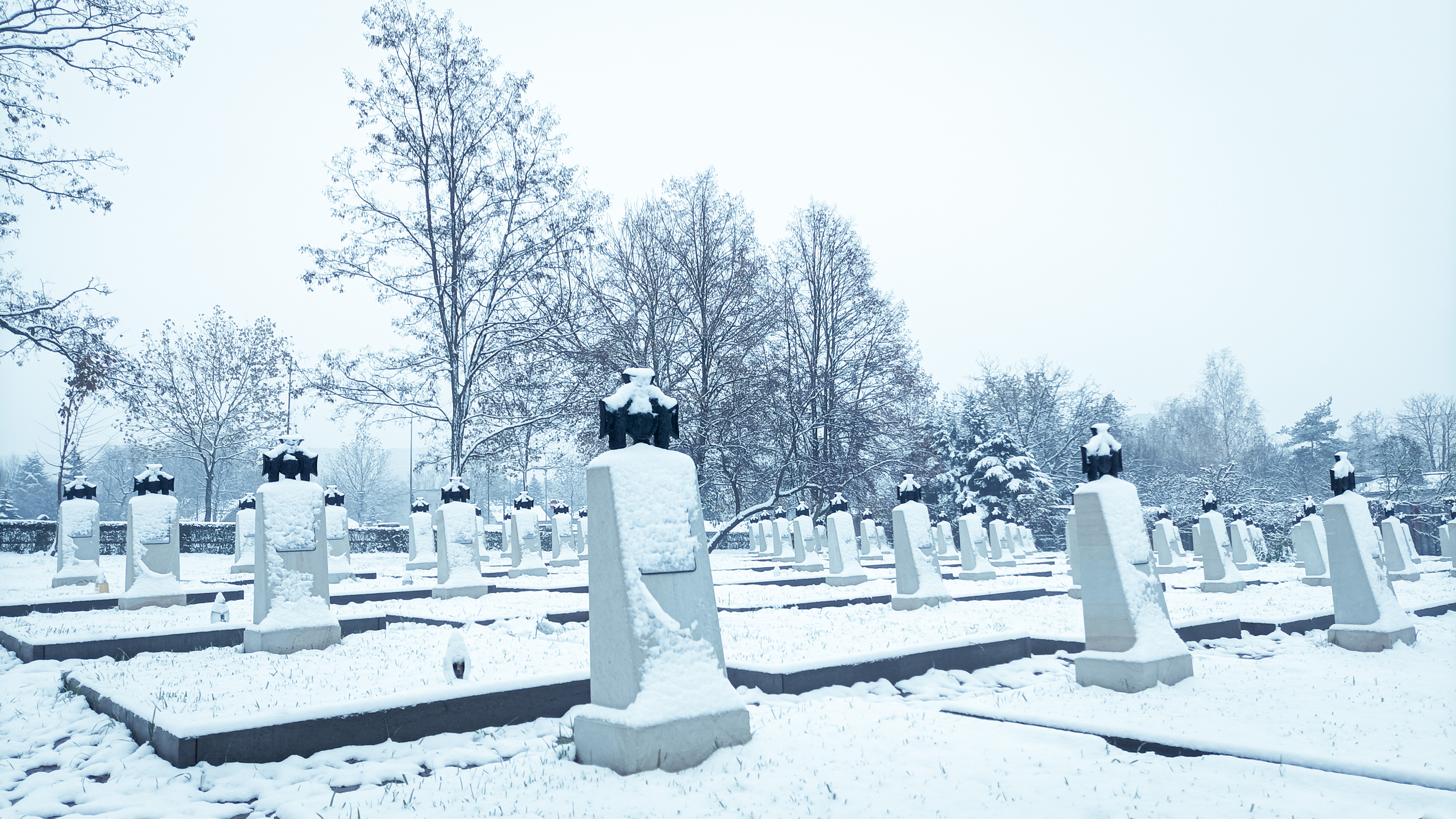
Pola grobowe